# Sei Kopas
Sei Kopas is een bestuurslaag in het regentschap Asahan van de provincie Noord-Sumatra, Indonesië. Sei Kopas telt 4073 inwoners (volkstelling 2010).